# Mount Gaston de Gerlache
Mount Gaston de Gerlache är ett berg i Antarktis. Det ligger i Östantarktis. Norge gör anspråk på området. Toppen på Mount Gaston de Gerlache är 2 400 meter över havet.
Terrängen runt Mount Gaston de Gerlache är platt åt sydost, men åt nordväst är den kuperad. Mount Gaston de Gerlache är den högsta punkten i trakten. Trakten är obefolkad. Det finns inga samhällen i närheten. 